# س. دبليو. مارتن
س. دبليو. مارتن (بالإنجليزية: C. W. Martin)‏ هو مدير فني أمريكي، ولد في 17 سبتمبر 1887 في والولا في الولايات المتحدة، وتوفي في 14 مارس 1978 في والا والا في الولايات المتحدة.